# Mighty Jack
Mighty Jack (マイティジャック, Maitei Jakku) is een Japanse tokusatsu sciencefiction/spionage/actie televisieserie. De serie werd bedacht door Eiji Tsuburaya, en geproduceerd door Tsuburaya Productions. De serie liep van 6 april 1968 tot 29 juni 1968, met een totaal van 13 afleveringen.

## Achtergrond
Eiji Tsuburaya beschouwde de serie als zijn persoonlijke meesterwerk, omdat de nadruk van de serie op de personages lag en niet op de voertuigen zoals in veel andere tokusatsuseries uit die tijd. De show bevatte ook geen monsters of aliens zoals andere series.
Eiji was een groot fan van het werk van Sylvia en Gerry Anderson, en liet zich dan ook door hun series inspireren voor zijn serie.
De kijkcijfers waren echter laag. De vervolgserie Fight! Mighty Jack deed het beter, waarschijnlijk omdat die wel de monsters en aliens bevatte.

## Inhoud
De serie draait om een top geheime organisatie. De naam Mighty Jack is zowel de naam van deze organisatie als van hun vliegende duikboot. De organisatie bindt de strijd aan met de terroristische groep Q.

## Film
In 1986 nam de Amerikaanse producer Sandy Frank de eerste en laatste aflevering van de serie, en combineerde die tot een film voor de Amerikaanse markt. Deze film droeg eveneens de naam Mighty Jack. De film was in het Engels nagesynchroniseerd.
De film is vooral bekend van het feit dat hij belachelijk werd gemaakt in de serie Mystery Science Theater 3000.